# Futian

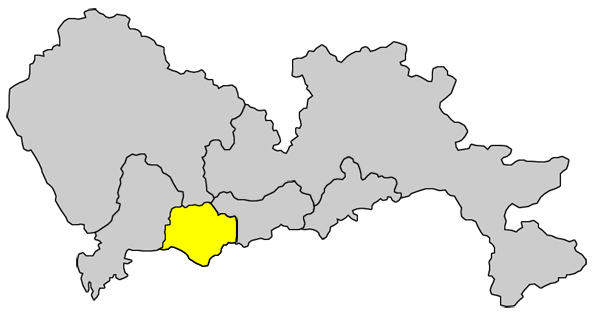
Położenie dzielnicy Futian

Futian (chiń. 福田区) – jedna z siedmiu dzielnic w mieście Shenzhen. Znajduje się tu wiele wieżowców i niektóre z najważniejszych budynków w Shenzhen, jak SEG Tower, China Merchants Bank, Shenzhen Library and Concert Hall, Shenzhen Development Bank i urząd miasta.
Dzielnica ma powierzchnię 79 km² i jest zamieszkana przez 1 182 200 mieszkańców.